# District de Mirzapur
Le district de Mirzapur (en hindi : मीरज़ापुर ज़िला, en ourdou : مرزا پور ضلع) est l'un des districts de la division de Mirzapur dans l'État de l'Uttar Pradesh en Inde.

## Géographie
Sa capitale est la ville de Mirzapur. 
La superficie du district est de 4 405 km2 et la population était en 2011 de 2 496 970 habitants.